# Warner Bros.
Warner Bros. Entertainment, Inc., krótko Warner Bros. (WB) – amerykańskie przedsiębiorstwo mediowe zajmujące się produkcją i dystrybucją filmów, programów telewizyjnych oraz muzyki z siedzibą w Burbank w Kalifornii. Obecnie należy do koncernu Warner Bros. Discovery.
Polskim oddziałem przedsiębiorstwa jest Warner Bros. Polska.

## Historia

Logo Warner Bros. używane od 2019 do 2023 roku. Nadal używane przez wiele oddziałów.

Warner Bros. jest jednym z największych na świecie producentów i dystrybutorów produkcji filmowych i telewizyjnych. Obecnie jest spółką-córką konglomeratu Warner Bros. Discovery. Główną siedzibę ma w Burbank (pod miastem Los Angeles) w Kalifornii.
Wytwórnia została założona przez braci Warner: Alberta, Sama i Harry’ego, polskich imigrantów żydowskiego pochodzenia urodzonych w Krasnosielcu w powiecie makowskim na Mazowszu jako: Aaron, Szmul i Hirsz Wonsal oraz Jacka, urodzonego już w Kanadzie jako Jacob Warner. Bracia zastawiając rodzinny majątek: konia o imieniu Bob oraz sprzedając zegarek ojca, zyskali kapitał, który przeznaczyli na zakup projektora. Dwadzieścia lat później, 4 kwietnia 1923 r., założyli wytwórnię filmową, która obecnie jest jedną z największych na świecie. Od lat rywalizuje z inną wytwórnią filmową – The Walt Disney Company.
Warner Bros. jest producentem lub dystrybutorem ponad sześciu i pół tysiąca filmów fabularnych (m.in. Casablanca, Przygody Robin Hooda, Sokół maltański, Buntownik bez powodu, Maverick, Brudny Harry, Batman, Zabójcza broń, Matrix czy ekranizacji Harry’ego Pottera) oraz czternastu tysięcy tytułów animowanych z działu Warner Bros. Animation (w tym półtora tysiąca kreskówek np. Królik Bugs, Xiaolin – pojedynek mistrzów, Batman przyszłości, przedostatnia produkcja Johnny Test i ostatnia Kudłaty i Scooby Doo na tropie).
Z wytwórnią związały się największe gwiazdy przemysłu filmowego, takie jak Clint Eastwood, Mel Gibson czy Stanley Kubrick.

## Zobacz też

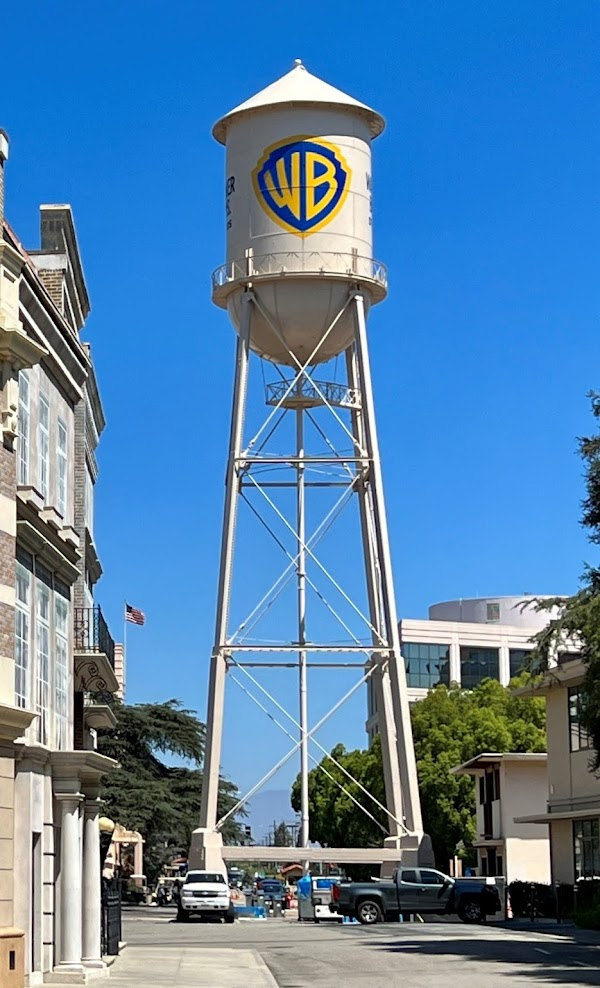
Wieża ciśnień z logo wytwórni pojawiająca się w czołówkach jej kreskówek

## Podział Warner Bros. Entertainment
| Warner Bros. Motion Picture Group                                                                       | Warner Bros. Television Group                                                        | Pozostałe aktywa |
| --- | ------------------------------------------------------------------------------------ | --- |
| - Warner Bros. Pictures - New Line Cinema - Warner Bros. Pictures Animation - Castle Rock Entertainment | - Warner Bros. Television Studios - Warner Bros. Animation - Cartoon Network Studios | - DC Studios - Warner Bros. Studio Operations - Warner Bros. Digital Networks - Warner Bros. Theatre Ventures - WaterTower Music - Turner Entertainment - Fandango Media - The Wolper Organization |